# 129342 Ependes
129342 Ependes este un asteroid din centura principală de asteroizi.

## Descriere
129342 Ependes este un asteroid din centura principală de asteroizi. A fost descoperit pe 5 noiembrie 2005 la Marly de Peter Kocher. Asteroidul prezintă o orbită caracterizată de o semiaxă mare de 2,62 ua, o excentricitate de 0,22 și o înclinație de 5,1° în raport cu ecliptica.